# Черноморское — Воинка (автодорога)
Черноморское — Воинка — путь сообщения в Крыму, протяжённостью 120,6 километра (по другим данным 121,7 км). По Российской классификации имеет обозначение 35К-012, по украинской классификации — Т-0107.

## География
Шоссе соединяет райцентр Черноморское с селом Воинка — узловым центром автодорог у Перекопа, шире — Тарханкутский полуостров с северным Крымом, предоставляя выход через перешеек на материк. Дорога проходит на северо-восток по степному Крыму, вдоль берега Каркинитского залива Чёрного моря.

## История
Тракт с Тарханкута на Перекоп, видимо, существовала с древнейших времён: примерно совпадающая с современной дорога отображена на картах Яна Хендрика ван Кинсбергена 1776 года и генерал-майора Мухина 1817 года. Довольно подробно (перечислены все находящиеся по пути деревни) просёлочная дорога из местечка Ак-Мечеть в г. Перекоп описана в «Списке населённых мест Таврической губернии по сведениям 1864 года». В 1931 году исследователь Пузанов проехал по, ещё просёлочной, дороге на велосипеде и оставил описание и её окрестностей. Собственно, о дороге Иван Иванович писал:
…я быстро покатил по гладкой степной дороге… Дорога шла низменной приморской равниной, поросшей тёмно-красными солянками… … солонцевато-глинистая степь была гладка, как стол.
Когда шоссе было заасфальтировано, пока не установлено: на карте 1985 года на всём протяжении, кроме участка между сёлами Далёкое и Славное указан асфальт